# Mārīte Seile
Mārīte Seile (ur. 26 lutego 1966 w Preiļi) – łotewska nauczycielka i działaczka społeczna, w latach 2014–2016 minister oświaty i nauki w rządzie Laimdoty Straujumy.

## Życiorys
Kształciła się w szkole średniej w rodzinnym Preiļi. W latach 1984–1989 studiowała w Uniwersytecie Łotwy w Rydze. Uzyskała specjalizację w zakresie nauczania matematyki, a w 1992 magisterium z matematyki. W latach 1995–1998 studiowała na Universiteit Twente w Holandii.
Od 1989 do 1992 pracowała jako asystentka w zaocznej szkole matematyki na Uniwersytecie Łotwy. W latach 1992–1996 zatrudniona jako nauczycielka matematyki oraz na stanowisku zastępcy dyrektora szkoły średniej nr 1 w Preiļi. Od 1996 do 1998 związana z łotewskim oddziałem Open Society Foundations. W latach 1998–2004 była dyrektorem i pomysłodawczynią „Skolu atbalsta centrs”, centrum zajmującego się wsparciem dla szkół. Następnie pracowała jako dyrektor personalny w firmie „Maxima Latvija” (2004–2008). Związała się także z przedsiębiorstwem „Primekss” (2008–2012). W 2013 została dyrektorem fundacji „Iespējamā misija”.
W listopadzie 2014 z rekomendacji Jedności objęła stanowisko ministra oświaty i nauki w rządzie Laimdoty Straujumy. Zajmowała je do lutego 2016.